# بوتش لافي
بوتش لافي (بالإنجليزية: Len Levy) هو تاجر أسهم أمريكي، ولد في 19 فبراير 1921 في منيابولس في الولايات المتحدة، وتوفي بنفس المكان في 9 فبراير 1999.

## وصلات خارجية
- بوتش لافي على موقع مرجع كرة القدم المحترفة.كوم (الإنجليزية)
- بوتش لافي على موقع JustSportsStats.com (الإنجليزية)
- بوتش لافي على موقع CageMatch worker (الإنجليزية)